# Gentamicin
Gentamicin, được bán dưới tên thương hiệu Garamycin cùng với một số các tên khác, là một loại kháng sinh được sử dụng để điều trị một số loại nhiễm khuẩn. Trong số này có thể bao gồm nhiễm trùng xương, viêm nội tâm mạc, bệnh viêm vùng chậu, viêm màng não, viêm phổi, nhiễm trùng đường tiết niệu, và nhiễm trùng huyết cùng một số bệnh khác. Chúng không có hiệu quả đối với nhiễm lậu hoặc nhiễm chlamydia. Chúng có thể đưa vào cơ thể nhờ tiêm tĩnh mạch hoặc tiêm vào cơ bắp hoặc sử dụng tại chỗ (bôi, thoa...). Cách sử dụng tại chỗ có thể được sử dụng cho trường hợp bỏng hoặc nhiễm trùng ở bên ngoài mắt. Ở các nước phát triển, chúng thường chỉ được sử dụng trong hai ngày cho đến khi vi khuẩn nuôi cấy xác định kháng sinh nào nhạy cảm với nhiễm trùng. Liều dùng cần được theo dõi bằng xét nghiệm máu.
Gentamicin có thể gây ra các vấn đề về tai trong và các vấn đề về thận. Các vấn đề về tai trong có thể kể đến các vấn đề về thăng bằng và các vấn đề về thính giác. Những di chứng này có thể là vĩnh viễn. Nếu được sử dụng khi đang mang thai, nó có thể gây hại cho em bé. Chúng có vẻ an toàn khi sử dụng trong thời gian cho con bú. Gentamicin là một loại aminoglycoside. Chúng hoạt động bằng cách ngăn chặn vi khuẩn tổng hợp protein, và thường tiêu diệt vi khuẩn.
Gentamicin được phát hiện vào năm 1963. Nó được phân lập từ vi khuẩn Micromonospora purpurea. Gentamicin nằm trong danh sách các thuốc thiết yếu của Tổ chức Y tế Thế giới, tức là nhóm các loại thuốc hiệu quả và an toàn nhất cần thiết trong một hệ thống y tế. Chúng có sẵn dưới dạng thuốc gốc. Chi phí bán buôn của thuốc tiêm tại các nước đang phát triển vào năm 2014 là từ 0,05 đô la Mỹ đến 0,58 đô la Mỹ mỗi ml.